# Pauline Bremer
Pauline-Marie Bremer (Ossenfeld, Alemania; 10 de abril de 1996) es una futbolista alemana. Juega como mediocampista para el Brighton & Hove Albion de la Women's Super League de Inglaterra. Es internacional con la selección de Alemania.

## Trayectoria
Bremer hizo su debut profesional el 2 de diciembre de 2012 con el equipo 1. FFC Turbine Potsdam. En junio de 2015 firmó un contrato con el Olympique de Lyon.
Desde la edad de 15 años fue miembro de los equipos menores de la selección nacional femenina alemana. Formó parte del conjunto que ganó el campeonato en la Copa Mundial Femenina de Fútbol Sub-20 de 2014, donde además fue galardonada con la bota de plata y nombrada al equipo de todos estrellas.
Bremer hizo su debut con la Selección femenina de fútbol de Alemania mayor el día de su cumpleaños, el 10 de abril de 2014 contra la selección de Eslovenia. El 24 de mayo de 2015 Pauline Bremer fue nombrada a la escuadra alemana para la Copa Mundial Femenina de Fútbol de 2015.

## Clubes
| Club                   | País       | Año             |
| ---------------------- | ---------- | --------------- |
| 1. FFC Turbine Potsdam | Alemania   | 2012 - 2015     |
| Olympique de Lyon      | Francia    | 2015 - 2017     |
| Manchester City        | Inglaterra | 2017 - 2020     |
| VfL Wolfsburgo         | Alemania   | 2020 - 2023     |
| Brighton & Hove Albion | Inglaterra | 2023 - presente |

## Títulos

### Campeonatos nacionales
| Título                   | Club                   | País       | Año       |
| ------------------------ | ---------------------- | ---------- | --------- |
| DFB-Hallenpokal          | 1. FFC Turbine Potsdam | Alemania   | 2013      |
| DFB-Hallenpokal          | 1. FFC Turbine Potsdam | Alemania   | 2014      |
| Division 1 Féminine      | Olympique de Lyon      | Francia    | 2015-2016 |
| Copa femenina de Francia | Olympique de Lyon      | Francia    | 2016      |
| Division 1 Féminine      | Olympique de Lyon      | Francia    | 2016-2017 |
| Copa femenina de Francia | Olympique de Lyon      | Francia    | 2017      |
| FA Women's League Cup    | Manchester City        | Inglaterra | 2018-19   |
| Women's FA Cup           | Manchester City        | Inglaterra | 2018-19   |
| Copa de Alemania         | VfL Wolfsburgo         | Alemania   | 2020-21   |

### Campeonatos internacionales
| Título                                        | Equipo            | Sede   | Año  |
| --------------------------------------------- | ----------------- | ------ | ---- |
| Campeonato Europeo Femenino Sub-17 de la UEFA | Alemania          | Suiza  | 2012 |
| Copa Mundial Femenina de Fútbol Sub-20        | Alemania          | Canadá | 2014 |
| Liga de Campeones Femenina de la UEFA         | Olympique de Lyon | Italia | 2016 |
| Liga de Campeones Femenina de la UEFA         | Olympique de Lyon | Gales  | 2017 |